# Ruvuvävare
Ruvuvävare (Ploceus holoxanthus) är en fågel i familjen vävare inom ordningen tättingar.

## Utbredning och systematik
Fågeln förekommer i östra Tanzania. Den behandlades tidigare som en del av brunstrupig vävare, men urskiljs sedan 2022 som egen art a. Den behandlas som monotypisk, det vill säga att den inte delas in i några underarter.

## Status
Ruvuvävaren har ett litet utbredningsområde och ett liten världspopulation som uppskattas till endast 650-3350 vuxna individer. IUCN kategoriserar den som nära hotad.